# Jetix Play
Jetix Play – drugi kanał Jetix nadający programy dla dzieci od 4 do 9 lat w godzinach 05:00-21:45. Do 31 października 2008 roku kanał był emitowany w godzinach 06:00-18:00.
Kanał powstał 1 listopada 2003 roku z myślą o najmłodszych telewidzach. Pierwotnie kanał nosił nazwę Fox Kids Play (do 31 grudnia 2004 roku).
Nadawany był 17 godzin na dobę. Można było go oglądać w Polsce, Rosji, Turcji, Czechach, na Słowacji (częściowo po angielsku), a także w wersji angielskiej w Bułgarii, Izraelu, Holandii, Litwie, Łotwie, Estonii i na Ukrainie. Od listopada 2005 roku Jetix Play był dostępny w Polsce poprzez sieci kablowe oraz przez platformę cyfrową Cyfrowy Polsat (do 31 grudnia 2009 r.), a od 12 października 2006 roku dostępny poprzez nowo powstałą platformę n. Program pomimo zmiany nazwy nie zmienił swojego profilu.
Do 31 lipca 2010 roku odbiorcy kanału w n oraz w dekoderach cyfrowych sieci kablowych mieli możliwość wyboru polskiej, angielskiej, rosyjskiej lub tureckiej wersji językowej. Od 3 kwietnia 2006 roku, w ramach kanału Jetix w Czechach, Słowacji i Węgrzech (ponieważ nadawały one wspólny program) powstał blok programowy Jetix Play nadawany codziennie, a w skład wchodziły takie seriale jak: Księżniczka Sissi, Zły pies, Oggy i karaluchy, Walter Melon, Szalony Jack, pirat, Gadżet i Gadżetinis, Wunschpunsch, Kapitan Flamingo. W Rosji i Rumunii w ramach tego bloku były emitowane jeszcze: Kot Ik!, Tajne akta Psiej Agencji, Leniuchowo.
4 września 2006 roku w Jetix Play pojawiły się trzy strefy tematyczne:
- Strefa Księżniczki
- Strefa Zwierząt
- Strefa Przygody

Pasma te po raz ostatni w takiej postaci pojawiły się 5 sierpnia 2007 roku. 6 sierpnia 2007 roku Jetix Play zmienił logo oraz oprawę graficzną. 19 września 2009 roku Jetix zmienił się w Disney XD. 31 grudnia 2009 roku kanał Jetix Play został wycofany z oferty programowej cyfrowej platformy Cyfrowy Polsat i zastąpiony kanałem Nickelodeon. Z kolei 1 maja 2010 roku został wycofany z oferty telewizji n. Z końcem maja 2010 kanał przestał nadawać reklamy.
Jetix Play zakończył nadawanie 31 lipca 2010 roku, a miesiąc później The Walt Disney Company uruchomił kanał Playhouse Disney.

## Historia
| Historia Fox Kids Play oraz Jetix Play |                 | |
| Rok                                    | Nazwa telewizji | Szczegóły |
| 2003                                   | Fox Kids Play   | 1 listopada Fox Kids Play rozpoczyna swoją emisję w Polsce. Premiery kreskówek: Dennis rozrabiaka; Huckleberry Finn; Hutch Miodowe Serce; Księżniczka Sissi; Księżniczka Tenko; Łebski Harry; Nowe podróże Guliwera; Patrol Jin Jina; Pinokio; Przygody Kuby Guzika; Przygody Olivera Twista; Przygody Pytalskich; Przygody Syrenki; Szczęśliwa Ness; Świat Bobbiego; Wesoła Siódemka. |
| 2004                                   | Fox Kids Play   | Premiery kreskówek: Guziczek; Myszorki na prerii; Filiputki; Trzy małe duszki; W 80 marzeń dookoła świata. |
| 2005                                   | Jetix Play      | 1 stycznia Fox Kids Play zmienia nazwę na Jetix Play. Premiery kreskówek: Diplodo; Podróż do serca świata; Malusińscy; Piotruś Pan i piraci; Królewna Złoty Loczek. |
| 2006                                   | Jetix Play      | 4 września w Jetix Play pojawiły się trzy strefy tematyczne. Premiery kreskówek: Tęczowa kraina; Leśna rodzina; Kot Ik!; Karmelowy obóz. |
| 2007                                   | Jetix Play      | 6 sierpnia Jetix Play zmienił logo oraz oprawę graficzną. Premiery kreskówek: Inspektor Gadżet; Zły pies. |
| 2008                                   | Jetix Play      | 5-lecie stacji Jetix Play. Premiery kreskówek: Mali czarodzieje; Gadżet i Gadżetinis; Walter Melon; Tajne akta Psiej Agencji; Świat według Ludwiczka; Dzieciaki z klasy 402; Rodzina Tofu. Premiera filmów rodzinnych: Dennis Rozrabiaka; Rodzina Addamsów: Zjazd rodzinny; Projekt Merkury; Och, baby; Kacper i Wendy. 1 listopada Jetix Play wydłuża czas swojej emisji do 16 godzin i 45 minut na dobę - 05:00-21:45. Do 31 października kanał nadawał w godzinach 06:00-18:00. 24 grudnia wystartowała polska strona internetowa Jetix Play. |
| 2009                                   | Jetix Play      | Premiery kreskówek: Kapitan Flamingo; Wunschpunsch. Premiera filmów rodzinnych: Faceci w bieli; Au Pair; Au Pair 2; Dzielny pies Rusty; Tego już za wiele; Kruche jak lód: Walka o złoto; Mistrzowie golfa. |
| 2010                                   | Jetix Play      | 31 maja Jetix Play przestaje nadawać bloki reklamowe. 31 lipca Jetix Play przestaje być retransmitowany, a The Walt Disney Company likwiduje stację z powodu uruchomienia w dniu 1 września Playhouse Disney (obecnie Disney Junior). |

## Programy
Większość seriali animowanych emitowanych na antenie tej stacji była wcześniej w emisji na kanale Fox Kids i Jetix

### Seriale animowane w Jetix Play
- Dennis Rozrabiaka
- Diplodo
- Dzieciaki z klasy 402
- Filiputki
- Gadżet i Gadżetinis
- Huckleberry Finn
- Hutch Miodowe Serce
- Inspektor Gadżet
- Kapitan Flamingo
- Karmelowy obóz
- Kot Ik!
- Królewna Złoty Loczek
- Księżniczka Sissi
- Księżniczka Tenko
- Leśna rodzina
- Łebski Harry
- Mali czarodzieje
- Malusińscy
- Myszorki na prerii
- Nowe podróże Guliwera
- Patrol Jin Jina
- Pinokio
- Piotruś Pan i piraci
- Podróż do serca świata
- Przygody Kuby Guzika
- Przygody Olivera Twista
- Przygody Pytalskich
- Przygody Syrenki
- Rodzina Tofu
- Świat Bobbiego
- Świat według Ludwiczka
- Tajne akta Psiej Agencji
- Tęczowa kraina
- Trzy małe duszki
- W 80 marzeń dookoła świata
- Walter Melon
- Wesoła siódemka
- Wunschpunsch
- Zły pies

Seriale emitowane
za czasów Fox Kids Play:
- Guziczek
- Szczęśliwa Ness

### Kino Jetix Play
- Au Pair
- Au Pair 2
- Dennis Rozrabiaka
- Dzielny pies Rusty
- Faceci w bieli
- Kacper i Wendy
- Kruche jak lód: Walka o złoto
- Mistrzowie golfa
- Och, baby
- Projekt Merkury
- Rodzina Addamsów: Zjazd rodzinny
- Tego już za wiele